# معبر القرارة
معبر القرارة، يعرف أيضاً بإسم معبر "كيسوفيم" يقع شرقي القطاع على أراضي قرية القرارة في محافظة خان يونس تقريباً بين محافظتي خان يونس ودير البلح، كان مخصصاً لانتقال المستوطنين من وإلى قطاع غزة. عندما انسحب الاحتلال من قطاع غزة عام 2005 أغلقت سلطات الاحتلال بشكل نهائي، فأصبح مخصص للتحرك العسكري الإسرائيلي، ولا يفتح إلا لعبور الدبابات.

## التسمية
القَرّارَة وتعني المستقر والثابت من الأرض، وهي أيضاً الروضة المنخفضة، والقاع المستدير الذي يجتمع فيه ماء المطر، والقرارية أي المقيمون نسبةً إلى القرار. وتعرف القرية أيضاً باسم تلة الـ 86 أو قرية، ويعود سبب تسميتها أنها كانت في السابق موقع عسكري مصري وكذلك ترتفع عن سطح البحر 86 متراً وهي أعلى موقع بقطاع غزة، وشهدت هذه التلة معركة حاسمة عام 1948 حيث تم دحر العصابات الصهيونية التي احتلتها وقطعت طريق صلاح الدين وقتها. 